# 臺灣原住民族運動
臺灣原住民族運動是由1999年9月10日由台灣原住民族人士組織各族代表與臺灣民主進步黨的總統候選人陳水扁於蘭嶼所共同簽訂的歷史性文件《原住民族與臺灣新政府新的夥伴關係條約》開始有政治上正面發展。

## 歷史

### 日治時期
1930年最知名的原住民抗爭事件是霧社事件

### 中華民國時期
- 1984年原住民發起原住民正名運動（恢復傳統姓名、平埔族正名運動、恢復傳統地名）
- 1986年湯英伸事件，使大眾開始重視原住民應該有的權利。
- 1988年吳鳳銅像破壞事件，吳鳳鄉改名阿里山鄉。
- 1999年9月10日由台灣原住民族人士組織各族代表與民主進步黨的總統候選人陳水扁於蘭嶼所共同簽訂的歷史性文件《原住民族與臺灣新政府新的夥伴關係條約》
- 2005年1月通過《原住民族基本法》6月行政院通過「s:紀念日及節日實施條例」草案，將每年 8 月 1 日定為「原住民族日」。
- 2016年8月1日，台灣原住民日，總統蔡英文兌現選前承諾，以總統身分代表政府向原住民道歉。「原住民族青年陣線」表示蔡英文並不是代表自己道歉，而是以元首身分、代表國家，向原住民族過去至今所受到的壓迫和剝奪道歉。[1]
- 2021年5月7日，原民狩獵案釋憲司法院大法官提出釋字第803號解釋〈槍砲彈藥刀械許可及管理辦法〉、〈原住民族基於傳統文化及祭儀需要獵捕宰殺利用野生動物管理辦法〉（將修法改為〈原住民族狩獵辦法〉）部分違憲，槍砲管理法的自製獵槍規格定義須於2年內修正、原住民族狩獵辦法的非定期獵捕活動申請期限與原住民申請書應載明獵捕種類數量 應不再適用[2]。
- 2023年11月，原住民向戶政機關申請以羅馬拼音族語單列身分證姓名（目前為中文音譯+羅馬拼音 並列）遭拒案，台北高等行政法院判決原住民勝訴，新北市政府放棄上訴並洽請內政部戶政司提供協助辦理姓名變更事宜。[3]

## 內部連結
- 台灣人權

## 資料來源
1. ↑  
不懂總統為何向原住民道歉？7張圖告訴你原因 （页面存档备份，存于），2016.08.01 自由時報
2. ↑  
原民狩獵釋憲案僅部分違憲 王光祿恐無法獲救濟 （页面存档备份，存于） 2021.5.20 中央社
3. ↑  Aras Sawawan; uliu. . 原視新聞網. 2023-11-17  [2023-11-22].